# Birgitta Orfali
 (septembre 2023).
Birgitta Orfali est sociologue, spécialiste de psychologie sociale et de sociologie politique.
Maître de conférences à la faculté des sciences humaines et sociales de l'université Paris-Descartes, ses travaux portent sur des questions relatives à l’activisme, à la famille et à l’extrême droite française et européenne d'un point de vue psychosocial,.

## Publications
- L’Adhésion au Front national. De la minorité active au mouvement social, Paris, Éditions Kimé, « Histoire des idées, théorie politique et recherches en sciences sociales », 1990.  (ISBN 2-908212-02-1)
- La société face aux événements extraordinaires. Entre fascination et crainte, Paris, Éditions Zagros, 2005.  (ISBN 2-915476-14-4)
- Sociologie de l'adhésion. Rêver, militer, changer le monde, Paris, Éditions Zagros, « Sociologies », 2005.  (ISBN 2-915476-06-3)
- collaboration à Erwan Lecœur (dir), Dictionnaire de l'extrême droite, Paris, Larousse, À présent, 2007.  (ISBN 978-2-03-582622-0)
- L’Adhésion. Militer, s'engager, rêver, Bruxelles, de Boeck, 2011[3].